# لسان البقر

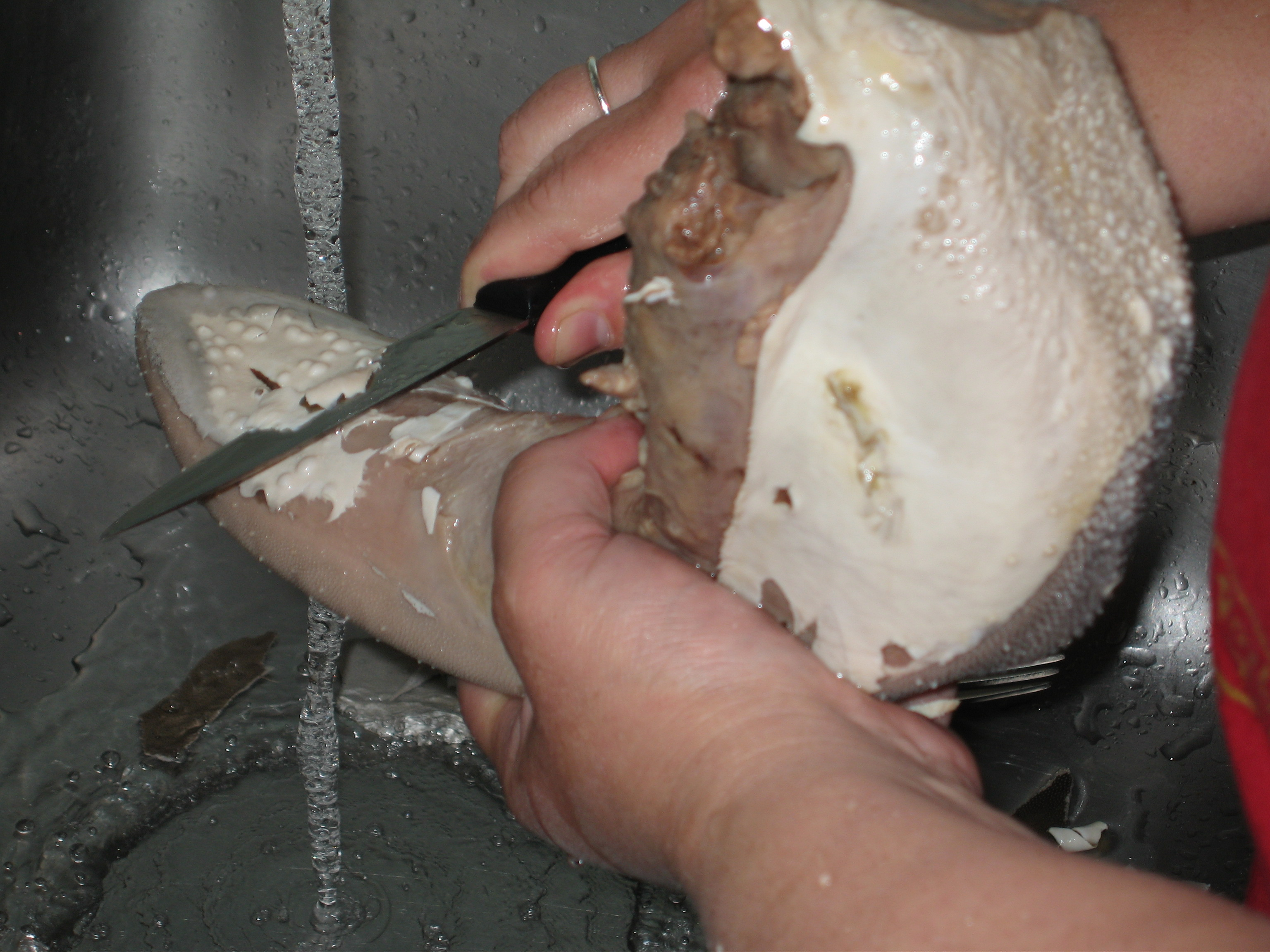
لسان بقر مغلي

لسان البقر أو لسان أنيق هو طبق مصنوع من لسان بقرة. يحتوي لسان البقر على نسبة عالية من الدهون، حيث يساهم بنسبة تصل إلى 72٪ من محتواه من السعرات الحرارية. تصدر بعض البلدان بما في ذلك كندا وتحديداً مقاطعة ألبرتا، كميات كبيرة من لسان البقر.

## التحضير
غالبًا ما يتم إعداد لحم البقر مع البصل ومختلف التوابل، ثم يوضع في إناء ليغلي. بعد طهيه يتم إزالة الجلد. غالبًا ما يستخدم المُعِد لسان مخلل لأنه متبلًا بالفعل. إذا تم طهيها في صلصة، يمكن بعد ذلك إعادة استخدامها كصلصة لكرات اللحم أو أي مادة غذائية أخرى.
طريقة أخرى لإعداد لسان البقر هي تحرقه في الماء الساخن وإزالة الجلد، ثم تحمص اللسان في الفرن، باستخدام مرقات التحضير لإعداد المرق.

## في المطبخ

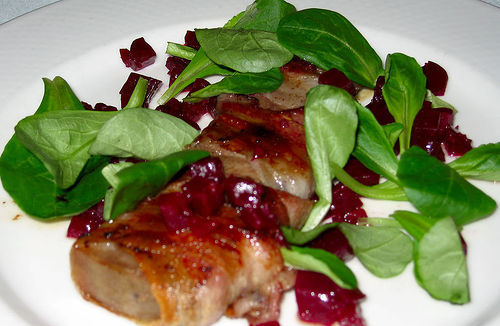
لسان بقر وبانشيتا مع أوراق خس النعجة

يستخدم لسان البقر في أمريكا الشمالية كعنصر رئيسي في توست اللسان، وهو ساندويتش مفتوح الوجه جاهز للإفطار أو الغداء أو العشاء، وأحيانًا يتم تقديمه كمقبلات. يستخدم على نطاق واسع في المطبخ المكسيكي، وغالبا ما ينظر إليه في سندويشات التاكو والبوريتو  في المطبخ البورتوريكي، يتم تقديم كل من لينغوا آل كالديرو، والسان المشوي، ولنغوا ريلينا، واللحم المحشو، مع بيكيه كريولو.
في بلجيكا وفرنسا، غالبا ما يتم إعداد لسان لحم البقر المسلوق مع الفطر في صلصة ماديرا ولكن يمكن أيضا أن تقدم مع صلصة الخل. في أشكنازي المطبخ اليهودي، المطبخ الروسي والأوكراني، غالبا ما يتم تقديم لسان مغلي مع التوت. كما تم العثور على لسان لحم بقر أو لحم العجل في الوصفات الكلاسيكية للسلطة الروسية. في النمسا وألمانيا وبولندا،  عادة ما يتم تقديمه إما مع التوت أو مع صلصة كريم الفجل. يضيف البديل التقليدي في برلين أو شمال ألمانيا نباتات الكبر والخل إلى الصلصة التي تعتمد على المرق مع الرو الأبيض.
في المطبخ الياباني، يتم إعداد طبق gyūtan ، التي نشأت في مدينة سينداي، من لسان مشوي.
أيضا، اللسان هو جزء من الألبانية والأرجنتينية والبرازيلية والبلغارية (اللسان مع الزبدة) ، والبريطانية والفرنسية والاندونيسية (سيمر ليدا أو لحم البقر اللحم الحساء) ، الإيطالية (طبق نموذجي في بيمونتي وليغوريا) ، اليابانية، الكورية (هيوميت غوي ) وليتوانيا ولاتفية ومكسيكية ومنغولية ونيكاراغوية وفارسية وبولندية وبرتغالية وفلبينية ورومانية وإسبانية وتركية وفارسية (كأنواع من البرد المقلي والمحمص والمغلي والأكل البارد في ساندويتش) ومأكولات أوروغواي.